# Стелланелло
Стелланелло (італ. Stellanello, ліг. Stenanelo) — муніципалітет в Італії, у регіоні Лігурія, провінція Савона.
Стелланелло розташоване на відстані близько 430 км на північний захід від Рима, 85 км на південний захід від Генуї, 50 км на південний захід від Савони.
Населення — 839 осіб (2014).

## Демографія
Населення за роками:

Станом на 1 січня 2023 року в муніципалітеті офіційно проживав 81 іноземець з 24 країн, серед них 32 громадяни країн Євросоюзу та 5 громадян України.

## Сусідні муніципалітети
- Андора
- Казанова-Лерроне
- К'юзаніко
- Діано-Арентіно
- Діано-Сан-П'єтро
- Гарленда
- Тестіко
- Вілла-Фаральді